# 1738 в Україні

## Події
- Кримські походи 1736—1738

## Особи

### Народились
- квітень Гликерій Дубицький (1738—1813) — церковний діяч, священик-василіянин, педагог, місіонер, перший ігумен Дрогобицького василіянського монастиря, ігумен Крехівського (1800—1811) і Краснопущанського монастирів (1811—1813)
- 12 червня Платон (Любарський) (1738—1811) — український релігійний діяч у добу Гетьманщини. Місіонер у Країні Комі, у Татарстані та північних районах Марій Ел.
- 8 серпня Теодор Потоцький (1738—1812) — польський магнат, генерал-майор коронних військ, барський конфедерат, останній белзький воєвода (1791—1795).
- Аггей Колосовський (1738—1792) — єпископ Відомства православного сповідання Російської імперії Бєлгородський i Обоянський.
- Бандурка Данило Степанович (1738 — після 1761) — кобзар часів Гайдамаччини.
- Гоголь-Яновський Опанас Дем'янович (1738—1805) — писар Миргородського полку, секунд-майор, перекладач, домашній учитель.
- Франциск Ксаверій Кульчицький (1738—1780) — львівський архітектор доби рококо і раннього класицизму.
- Петрашів Павло Васильович (1738—1772) — український маляр-іконописець, портретист і пейзажист.

### Померли
- 8 липня Галецький Семен Якович (? 1738) — український військовий і державний діяч часів Гетьманщини. Полковник Стародубського полку у 1728—1730 рр. Генеральний бунчужний.
- Грабянка Григорій Іванович (до 1666—1738) — полковник Гадяцького полку, автор одного з відомих козацьких літописів — «Літопису Граб'янки».

## Засновані, зведені
- Полтавська духовна семінарія
- Глухівська співоча школа
- Переяславський колегіум
- Преображенська церква (Корнилівка)
- Церква Різдва Пресвятої Богородиці (Самбір)
- Грушківка (Гребінківський район)
- Кальнишівка
- Марківка (Тиврівський район)
- Олександрівка (Вінницький район)
- Погреби (Драбівський район)
- Тернова (Дергачівський район)